# The Evil Empire of Everything
The Evil Empire of Everything – dwunasty studyjny album amerykańskiej grupy muzycznej Public Enemy. Został wydany 1 października 2012 roku. Jak poprzedni album, także ten został najpierw wydany w iTunes Store, a następnie w listopadzie 2012 roku w formacie CD.

## Lista utworów
1. "The Evil Empire of"
2. "Don’t Give Up the Fight" (gościnnie Ziggy Marley)
3. "1 (Peace)"
4. "2 (Respect)" (gościnnie Davy DMX)
5. "Beyond Trayvon" (gościnnie NME SUN)
6. "Everything" (gościnnie Gerald Albright & Amuka)
7. "31 Flavors" (gościnnie Rampage)
8. "Riotstarted" (gościnnie Henry Rollins & Tom Morello)
9. "Notice (Know This)"
10. "Icebreaker" (gościnnie The Impossebulls, Sekreto, Kyle Jason & True Math)
11. "Fame"
12. "Broke Diva"
13. "Say it Like it Really Is"